# Albert V de Mangona
Albert V de Mangona (abans de 1203 – 1250), fou comte de Prato.
Era fill d'Albert IV de Prato i va rebre el feu de Mangona amb títol comtal. Va fer una permuta amb la mare el 15 de febrer de 1209, a la que va donar els feus de Vernio i la roca de Cerbaia (part de l'herència paterna) i 500 lires, i va rebre a canvi els castells de Scarlino i Semifonte. Va ser reconegut en els seus feus per diploma imperial del 4 de novembre de 1209 i del Papa com a feudi recognitio. La seva branca es va extingir el 1686. Els seus dos fills Napoleó i Alexandre foren esmentats per Dante Alighieri a l'infern de la Divina Comèdia. Es va casar amb Gualdrada, filla del comte Guiu VII Guidi.